# Ju Wenjun
Ju Wenjun, chiń. 居文君 (ur. 31 stycznia 1991 w Szanghaju) – chińska szachistka, arcymistrzyni od 2009, posiadaczka tytułu arcymistrza w kategorii otwartej od 2014 roku. Mistrzyni świata w szachach od 2018 roku.

## Kariera szachowa
Pierwszy sukces na arenie międzynarodowej odniosła pod koniec 2004 r., zdobywając w Bejrucie brązowy medal indywidualnych mistrzostw Azji kobiet. W 2006 r. uczestniczyła w Jekaterynburgu pucharowym turnieju o mistrzostwo świata. Występ był bardzo udany, gdyż w pierwszych dwóch rundach wyeliminowała znacznie wyżej od siebie notowane zawodniczki Monikę Soćko i Nanę Dzagnidze. W trzeciej przegrała – po dogrywce – z Mają Cziburdanidze. W 2008 r. po raz drugi w karierze zakwalifikowała się do turnieju o mistrzostwo świata, rozegranym w Nalczyku. W I rundzie pokonała Nataszę Bojković, ale w drugiej została wyeliminowana przez Antoanetę Stefanową. W 2009 r. wypełniła dwie normy na tytuł arcymistrzyni, podczas turnieju Aerofłot Open (A2) oraz indywidualnych mistrzostw Azji kobiet. W 2010 r. zdobyła tytuł indywidualnej mistrzyni Chin, awansowała również do ćwierćfinału rozgrywanych w Antiochii mistrzostw świata, w którym przegrała z Humpy Koneru. W 2013 r. zdobyła dwa medale letniej uniwersjady w Kazaniu (srebrny indywidualnie oraz złoty w klasyfikacji drużynowej). W 2014 r. zdobyła w Xinghui drugi w karierze tytuł indywidualnej mistrzyni Chin, jak również podzieliła I m. (wspólnie z Hou Yifan) w turnieju FIDE Women’s Grand Prix w Szardży. W 2023 roku obroniła tytuł mistrzyni świata w szachach klasycznych, wygrywając z Lei Tingjie. W czerwcu 2024 zwyciężyła w turnieju Norway Chess 2024. W grudniu 2024 roku zdobyła I miejsce w mistrzostwach świata w szachach błyskawicznych w kategorii dla kobiet.
Wielokrotnie reprezentowała Chiny w rozgrywkach drużynowych, m.in.:
- czterokrotnie na olimpiadach szachowych (w latach 2008, 2010, 2012, 2014); pięciokrotna medalistka: wspólnie z drużyną – trzykrotnie srebrna (2010, 2012, 2014) oraz indywidualnie – srebrna (2010 – na II szachownicy) i brązowa (2014 – na II szachownicy)[12],
- czterokrotnie na drużynowych mistrzostwach świata (w latach 2009, 2011, 2013, 2015); sześciokrotna medalistka: wspólnie z drużyną – dwukrotnie złota (2009, 2011) i srebrna (2013) oraz indywidualnie – dwukrotnie złota (2011 – na II szachownicy, 2013 – na I szachownicy) oraz brązowa (2009 – na IV szachownicy)[13],
- na drużynowych mistrzostwach Azji (w roku 2012); dwukrotna medalistka: wspólnie z drużyną – złota (2012) oraz indywidualnie – złota (2012 – na II szachownicy)[14].

Najwyższy ranking w dotychczasowej karierze osiągnęła 1 sierpnia 2019 r., z wynikiem 2600 punktów zajmowała wówczas 2. miejsce na światowej liście FIDE (za Hou Yifan), jednocześnie zajmując 2. miejsce wśród chińskich szachistek.